# هبان
الهبان آله نفخ موسيقية تصنع من جلد الماعز أو الغنم، تُستخدم في منطقة الخليج العربي.
وتتكون فرقة «الهبان» وتعني بالفارسية «القربة» من ثلاث مجموعات الأولى: من النساء ويتراوح عددهن من ست إلى ثماني نساء والثانية: من الرجال وعددهم مماثل لعدد النساء. أما المجموعة الثالثة: فتضم العازفين وتتكون من تسعة أو عشرة رجال وأهمهم عازف القربة «الهبان» الذي ينتقل بين صفي الرجال والنساء بحركات إيقاعية راقصة بالميل بجسمه أو بالارتكاز بجسمه كله على قدميه لأسفل، أو بالارتكاز على قدم واحدة مرة ذات اليمين وأخرى ذات اليسار أو بالتناوب.